# Индијски крокодил
Индијски крокодил (Crocodylus palustris) је гмизавац из реда Crocodylia. 

## Угроженост
Ова врста се сматра рањивом у погледу угрожености врсте од изумирања.

## Распрострањење
Ареал врсте покрива средњи број држава. 
Врста је присутна у Пакистану, Индији, Ирану, Непалу и Шри Ланци. Врста је можда изумрла у Бангладешу.

## Станиште
Станиште врсте су слатководна подручја. 